# Varjúháj
A varjúháj (Sedum) a kőtörőfű-virágúak (Saxifragales) rendjébe, ezen belül a varjúhájfélék (Crassulaceae) családjába és a fáskövirózsa-formák (Sempervivoideae) alcsaládjába tartozó nemzetség.
Magyarországon a borsos varjúháj (Sedum acre) és a hatsoros varjúháj (Sedum sexangulare) meglehetősen gyakori.

## Elterjedésük, élőhelyük
Ausztrália és az antarktikus flórabirodalom kivételével mindenütt honos; (Ausztráliába néhány faját betelepítették); de a fajok többsége holarktikus.

## Megjelenésük
Gyökerei sekélyen a felszín alatt terülnek szét. Több más, a varjúhájfélék családjába tartozó nemzetségtől eltérően tőlevélrózsája egy fajnak sincs: elheverő vagy ritkábban felálló szárukon keresztben átellenesen állnak megvastagodott, általában hengeres, néha ellaposodó, de szinte mindig apró leveleik – ritkábban más levélállások is előfordulnak; levélnyelük általában nincs. Sugaras szimmetriájú virágai többnyire bogernyővirágzatban nyílnak. A változatos színű virágoknak 5-5 (ritkábban 6-6) csésze- és sziromlevele van; a porzók száma ugyanennyi vagy kétszer ennyi. A szirmok csúcsa hegyes, a virág felülről nézve csillag alakú.

## Életmódjuk
A fajok többségük lágyszárú, levélszukkulens pozsgás növény, vagyis jól tűri a szárazságot. Néhány faj fásuló szárú félcserje, mások epifiták; akadnak köztük örökzöldek, félörökzöldek és lombhullatók is. A trópusi-szubtrópusi fajok a Kárpát-medencében nem télállók. Levéldugványról kiválóan szaporítható, a szárról könnyen letörő levélkék spontán is könnyen meggyökeresednek.

## Felhasználásuk
Sziklakertek, sekély talajrétegű napos felületek igénytelen gyeppótló, talajtakaró, illetve dísznövénye.
Egyes rendszertani felosztásokban Sedum rosea vagy Sedum rhodiola néven ebbe a nemzetségbe tartozik a Magyarországon nem őshonos, gyógynövényként használt illatos rózsásvarjúháj (Rhodiola rosea) is.
A koreai konyhában kedvelt salátanövény.